# Tuéjar
Tuéjar, en castillan et officiellement (Toixa en valencien), est une commune d'Espagne de la province de Valence dans la Communauté valencienne. Elle est située dans la comarque de Los Serranos et dans la zone à prédominance linguistique castillane.

## Géographie

Localisation de Tuéjar
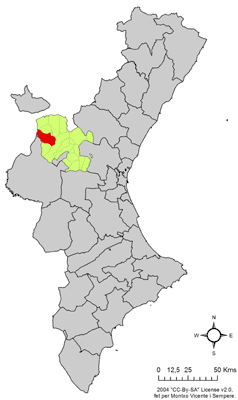
dans la Communauté valencienne.
dans la comarque de Los Serranos.

### Localités limitrophes
Le territoire communal de Tuéjar est limitrophe de celui des communes de Alpuente, Aras de los Olmos, Titaguas, Chelva, Benagéber, et Sinarcas, toutes situées dans la province de Valence.

## Histoire
De la division provinciale réalisée par Javier de Burgos en 1833, la création des Districts judiciaires a eu lieu en plus. Selon l'arrêté royal du 21 avril 1834, Tuéjar devient partie du District judiciaire d'Alpuente, avec la capitale à Chelva.

## Démographie
| 1990  | 1992  | 1994  | 1996  | 1998  | 2000  | 2002  | 2004  | 2005  |
| ----- | ----- | ----- | ----- | ----- | ----- | ----- | ----- | ----- |
| 1.463 | 1.400 | 1.375 | 1.342 | 1.311 | 1.268 | 1.225 | 1.212 | 1.225 |

## Administration
Liste des maires, depuis les premières élections démocratiques.
| Législature | Nom du Maire                | Parti politique |
| ----------- | --------------------------- | --------------- |
| 1979-1983   |                             |                 |
| 1983-1987   |                             |                 |
| 1987-1991   |                             |                 |
| 1991-1995   |                             |                 |
| 1995-1999   |                             |                 |
| 1999-2003   |                             |                 |
| 2003-2007   | Francisco J. Oltra Martínez | PP              |
| 2007-2011   | Francisco J. Oltra Martínez | PP              |

### Sources
- (es) Cet article est partiellement ou en totalité issu de l’article de Wikipédia en espagnol intitulé « Tuéjar » (voir la liste des auteurs).